# Guglielmo Federico di Brandeburgo-Ansbach
Guglielmo Federico di Brandeburgo-Ansbach (Ansbach, 8 gennaio 1686 – Unterreichenbach, 7 gennaio 1723) fu margravio di Brandeburgo-Ansbach dal 1703 fino alla propria morte.

## Biografia

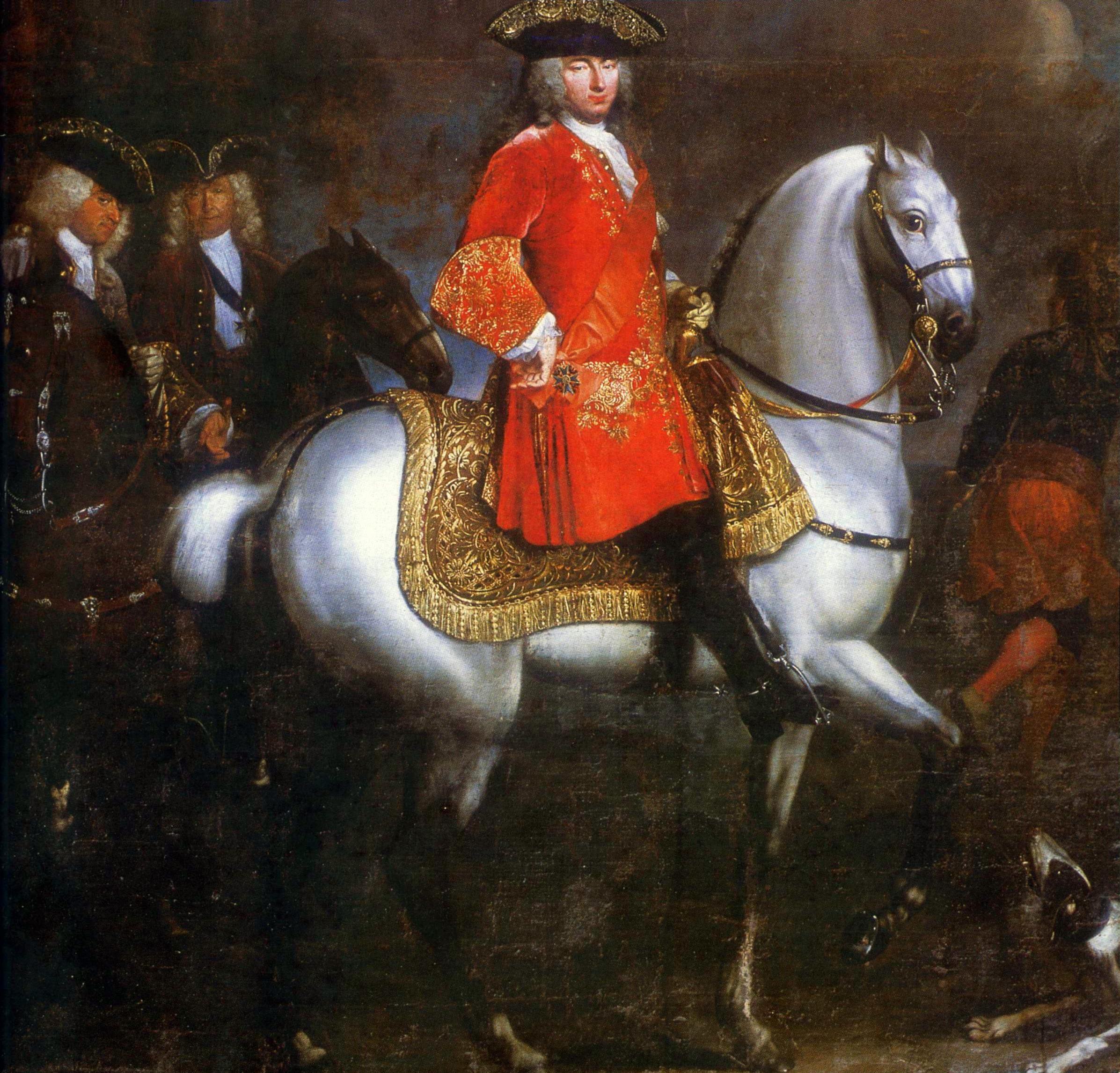
Ritratto equestre di Guglielmo Federico di Brandeburgo-Ansbach

Guglielmo Federico era l'ultimogenito di Giovanni Federico e della sua seconda moglie Eleonora Erdmuthe di Sassonia-Eisenach. Sua sorella Carolina di Brandeburgo-Ansbach fu regina d'Inghilterra come moglie di Giorgio II di Gran Bretagna.
Alla morte senza eredi del fratello Giorgio Federico, nel 1703, ereditò il principato divenendone il margravio. Considerato che era ancora minorenne, venne posto sotto la tutela di un consiglio.
Intrapresa la carriera militare, fu comandante di un reggimento di fanteria della Franconia e, successivamente, divenne comandante del reggimento dei dragoni imperiali di (1718–1723).
Nel 1710 fondò la fabbrica di porcellana di Ansbach, sviluppando in loco un florido centro di produzione.
Nel settembre del 1712, acquistò il castello di Unterreichenbach al prezzo di 5000 Reichstalers e lo trasformò in una palazzina di caccia. Nello stesso anno, quando nacque l'erede al trono, donò alla moglie il castello di Unterschwaningen, acquisito dalla famiglia margraviale nel 1630, che ella fece ricostruire ed ampliare dall'architetto Carl Friedrich von Zocha, che dal 1719 ampliò anche la residenza di Ansbach.

## Matrimonio ed eredi

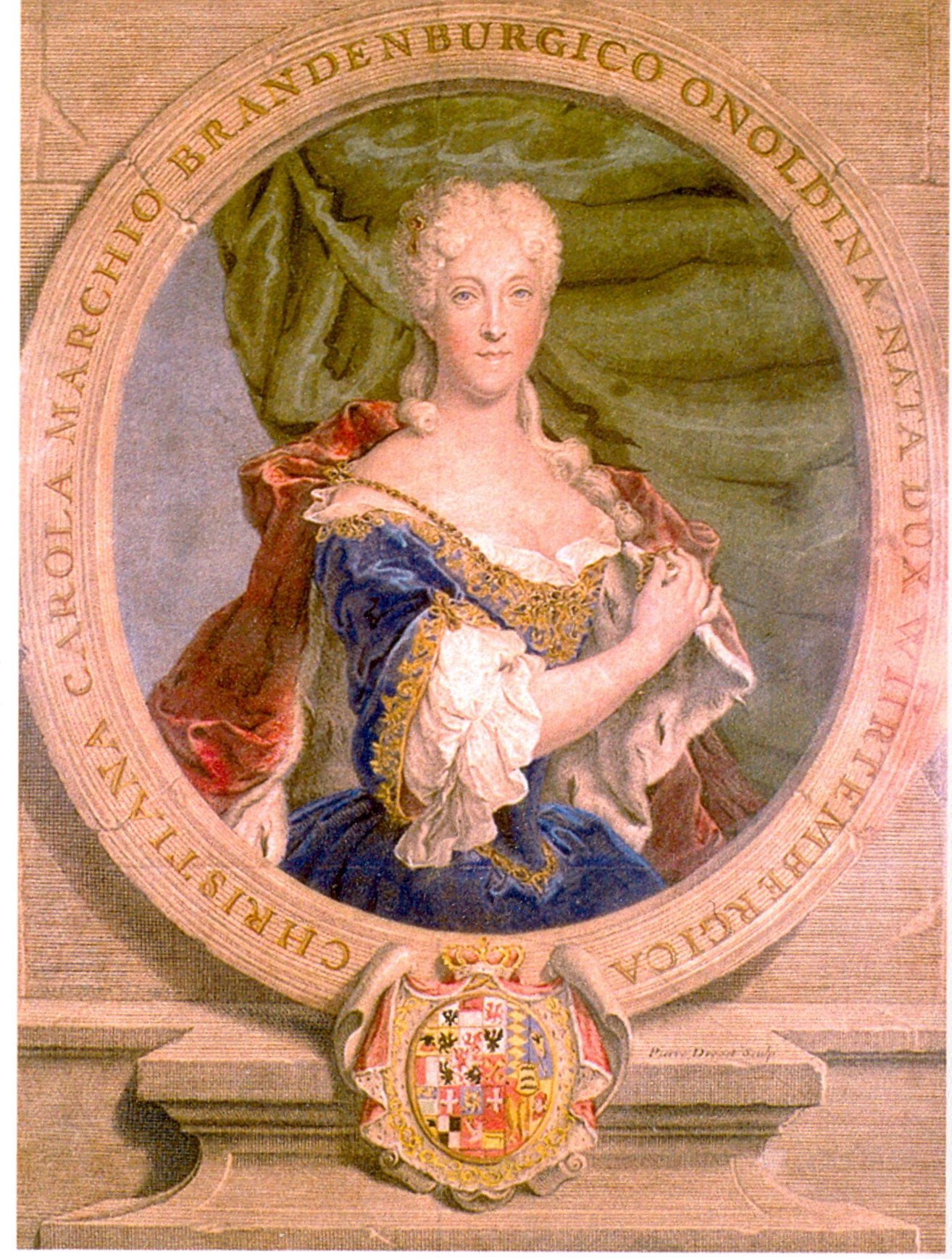
Cristiana Carlotta di Württemberg-Winnental

Guglielmo Federico sposò nel 1709 la cugina Cristiana Carlotta di Württemberg-Winnental, figlia di Federico Carlo di Württemberg-Winnental. Da questo matrimonio nacquero tre figli, di cui solo uno però raggiunse l'età adulta:
- Carlo Guglielmo Federico (1712-1757).

Dalla sua amante, Caroline von Reystendorf, ebbe due figli illegittimi:
- Federico Guglielmo von Reystendorf (1718-1742), barone di Reystendorf.
- Federico Carlo (1718-1719).

## Ascendenza
|                                           |                            |                                      | Genitori                                |  |  | Nonni |  |  | Bisnonni                              |  |  | Trisnonni                    |  |
|                                           |                            |                                      |                                         |  |  |       |  |  | Joachim Ernst von Brandenburg-Ansbach |  |  | Johann Georg von Brandenburg |  |
|                                           |                            |                                      |                                         |  |  |       |  |  | Joachim Ernst von Brandenburg-Ansbach |  |  | Johann Georg von Brandenburg |  |
|                                           |                            | Elisabeth von Anhalt-Zerbst          |                                         |  |  |       |  |  | Joachim Ernst von Brandenburg-Ansbach |  |  |                              |  |
| Albrecht II von Brandenburg-Ansbach       |                            |                                      |                                         |  |  |       |  |  | Joachim Ernst von Brandenburg-Ansbach |  |  |                              |  |
|                                           |                            | Sophie von Solms-Laubach             | Johann Georg I von Solms-Laubach        |  |  |       |  |  |                                       |  |  |                              |  |
|                                           |                            | Sophie von Solms-Laubach             | Johann Georg I von Solms-Laubach        |  |  |       |  |  |                                       |  |  |                              |  |
|                                           |                            | Sophie von Solms-Laubach             | Margarethe von Schönburg-Glauchau       |  |  |       |  |  |                                       |  |  |                              |  |
| Johann Friedrich von Brandenburg-Ansbach  |                            | Sophie von Solms-Laubach             |                                         |  |  |       |  |  |                                       |  |  |                              |  |
|                                           |                            | Joachim Ernst zu Oettingen-Oettingen | Ludwig Eberhard zu Oettingen-Oettingen  |  |  |       |  |  |                                       |  |  |                              |  |
|                                           |                            | Joachim Ernst zu Oettingen-Oettingen | Ludwig Eberhard zu Oettingen-Oettingen  |  |  |       |  |  |                                       |  |  |                              |  |
|                                           |                            | Joachim Ernst zu Oettingen-Oettingen | Margarethe von Erbach                   |  |  |       |  |  |                                       |  |  |                              |  |
| Sophie Margarete zu Oettingen-Oettingen   |                            | Joachim Ernst zu Oettingen-Oettingen |                                         |  |  |       |  |  |                                       |  |  |                              |  |
|                                           |                            | Anne Sybille zu Solms-Sonnenwalde    | Heinrich Wilhelm I zu Solms-Sonnenwalde |  |  |       |  |  |                                       |  |  |                              |  |
|                                           |                            | Anne Sybille zu Solms-Sonnenwalde    | Heinrich Wilhelm I zu Solms-Sonnenwalde |  |  |       |  |  |                                       |  |  |                              |  |
|                                           |                            | Anne Sybille zu Solms-Sonnenwalde    | Sophie Dorothea von Mansfeld            |  |  |       |  |  |                                       |  |  |                              |  |
| Wilhelm Friedrich von Brandenburg-Ansbach |                            | Anne Sybille zu Solms-Sonnenwalde    |                                         |  |  |       |  |  |                                       |  |  |                              |  |
|                                           | Wilhelm von Sachsen-Weimar | Johann von Sachsen-Weimar            |                                         |  |  |       |  |  |                                       |  |  |                              |  |
|                                           | Wilhelm von Sachsen-Weimar | Johann von Sachsen-Weimar            |                                         |  |  |       |  |  |                                       |  |  |                              |  |
|                                           | Wilhelm von Sachsen-Weimar | Dorothea Maria von Anhalt            |                                         |  |  |       |  |  |                                       |  |  |                              |  |
| Johann Georg I von Sachsen-Eisenach       | Wilhelm von Sachsen-Weimar |                                      |                                         |  |  |       |  |  |                                       |  |  |                              |  |
|                                           |                            | Eleonore Dorothea von Anhalt-Dessau  | Johann Georg I von Anhalt-Dessau        |  |  |       |  |  |                                       |  |  |                              |  |
|                                           |                            | Eleonore Dorothea von Anhalt-Dessau  | Johann Georg I von Anhalt-Dessau        |  |  |       |  |  |                                       |  |  |                              |  |
|                                           |                            | Eleonore Dorothea von Anhalt-Dessau  | Dorothea von Pfalz-Simmern              |  |  |       |  |  |                                       |  |  |                              |  |
| Eleonore Erdmuthe von Sachsen-Eisenach    |                            | Eleonore Dorothea von Anhalt-Dessau  |                                         |  |  |       |  |  |                                       |  |  |                              |  |
|                                           |                            | Ernst zu Sayn-Wittgenstein           | Wilhelm II zu Sayn-Wittgenstein         |  |  |       |  |  |                                       |  |  |                              |  |
|                                           |                            | Ernst zu Sayn-Wittgenstein           | Wilhelm II zu Sayn-Wittgenstein         |  |  |       |  |  |                                       |  |  |                              |  |
|                                           |                            | Ernst zu Sayn-Wittgenstein           | Anne Elisabeth zu Sayn                  |  |  |       |  |  |                                       |  |  |                              |  |
| Johannette zu Sayn-Wittgenstein           |                            | Ernst zu Sayn-Wittgenstein           |                                         |  |  |       |  |  |                                       |  |  |                              |  |
|                                           |                            | Louise Juliane von Erbach            | Georg III von Erbach                    |  |  |       |  |  |                                       |  |  |                              |  |
|                                           |                            | Louise Juliane von Erbach            | Georg III von Erbach                    |  |  |       |  |  |                                       |  |  |                              |  |
|                                           |                            | Louise Juliane von Erbach            | Maria von Barby-Mühlingen               |  |  |       |  |  |                                       |  |  |                              |  |
|                                           |                            | Louise Juliane von Erbach            |                                         |  |  |       |  |  |                                       |  |  |                              |  |